# Ungarische Katholische Bischofskonferenz
Die Ungarische Katholische Bischofskonferenz  (ung.: Magyar Katolikus Püspöki Konferencia) ist die ständige Versammlung der ungarischen Bischöfe. Die Bischofskonferenz hat ihren Sitz in Budapest. Sie ist Mitglied im Rat der Europäischen Bischofskonferenzen (CCEE) und entsendet einen Vertreter in die Kommission der Bischofskonferenzen der Europäischen Gemeinschaft (COMECE).

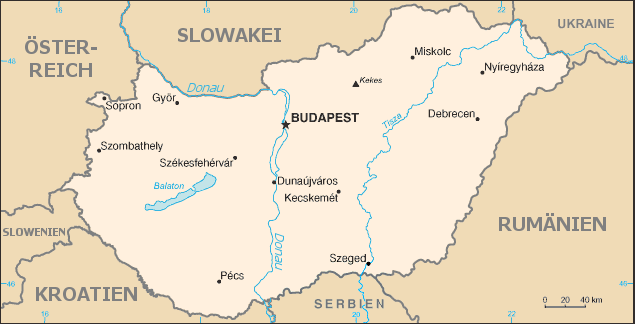
Ungarn

## Präsidium
- Vorsitzender
  - András Veres, Bischof von Győr
- Stellvertretender Vorsitzender
  - György Udvardy, Erzbischof von Veszprém
- Sekretär, Pressesprecher
  - Msgr. Tamás Tóth

## Ständiger Rat
Dem ständigen Rat der Ungarischen Bischofskonferenz gehören der Vorsitzende und sein Stellvertreter an. Zusätzliche Mitglieder sind:
- Balázs Bábel, Erzbischof von Kalocsa-Kecskemét und
- Nándor Bosák, Bischof von Debrecen-Nyíregyháza

## Kommissionen
I. Glaubenskommission
II. Liturgiekommission
III. Kommission für karitative Fragen und Pastoralarbeit im Gesundheitswesen
IV. Kommission der Priester und geistlicher Berufe
V. Laien- und Pastoralkommission
VI. Bildungskommission
VII. Kommission für gesellschaftliche Gerechtigkeit
VIII. Kommission für Kultur und Massenmedien
IX. Juristische Kommission
X. Ökonomische Kommission

## Vorsitzende
- Endre Hamvas, Erzbischof von Kalocsa (1966–1969)
- József Ijjas, Erzbischof von Kalocsa (1969–1976)
- László Kardinal Lékai, Erzbischof von Esztergom (1976–1986)
- László Kardinal Paskai, O.F.M., Erzbischof von Esztergom (1986–1990)
- István Seregély, Erzbischof von Eger (1990–2005)
- Péter Kardinal Erdő, Erzbischof von Esztergom-Budapest (2005–2015)
- András Veres, Bischof von Bistum Győr (seit 2015)